# Sainte-Radegonde (Deux-Sèvres)
Sainte-Radegonde és un municipi francès situat al departament de Deux-Sèvres i a la regió de la Nova Aquitània. L'any 2007 tenia 1.966 habitants.

## Demografia

### Població
El 2007 la població de fet de Sainte-Radegonde era de 1.966 persones. Hi havia 844 famílies de les quals 229 eren unipersonals (60 homes vivint sols i 169 dones vivint soles), 354 parelles sense fills, 217 parelles amb fills i 44 famílies monoparentals amb fills.
La població ha evolucionat segons el següent gràfic:
Habitants censats

### Habitatges
El 2007 hi havia 924 habitatges, 873 eren l'habitatge principal de la família, 12 eren segones residències i 39 estaven desocupats. 911 eren cases i 12 eren apartaments. Dels 873 habitatges principals, 658 estaven ocupats pels seus propietaris, 211 estaven llogats i ocupats pels llogaters i 4 estaven cedits a títol gratuït; 2 tenien una cambra, 24 en tenien dues, 168 en tenien tres, 296 en tenien quatre i 383 en tenien cinc o més. 751 habitatges disposaven pel capbaix d'una plaça de pàrquing. A 374 habitatges hi havia un automòbil i a 427 n'hi havia dos o més.

### Piràmide de població
La piràmide de població per edats i sexe el 2009 era:
| Homes | Edats   | Dones |
| ----- | ------- | ----- |
| 0     | 95 o +  | 4     |
| 0     | 90 a 94 | 0     |
| 20    | 85 a 89 | 20    |
| 12    | 80 a 84 | 16    |
| 20    | 75 a 79 | 44    |
| 32    | 70 a 74 | 40    |
| 64    | 65 a 69 | 76    |
| 72    | 60 a 64 | 52    |
| 44    | 55 a 59 | 80    |
| 88    | 50 a 54 | 72    |
| 72    | 45 a 49 | 60    |
| 64    | 40 a 44 | 92    |
| 56    | 35 a 39 | 72    |
| 60    | 30 a 34 | 80    |
| 72    | 25 a 29 | 44    |
| 44    | 20 a 24 | 44    |
| 68    | 15 a 19 | 64    |
| 76    | 10 a 14 | 92    |
| 76    | 5 a 9   | 56    |
| 32    | 0 a 4   | 32    |

## Economia
El 2007 la població en edat de treballar era de 1.226 persones, 846 eren actives i 380 eren inactives. De les 846 persones actives 786 estaven ocupades (417 homes i 369 dones) i 60 estaven aturades (26 homes i 34 dones). De les 380 persones inactives 192 estaven jubilades, 111 estaven estudiant i 77 estaven classificades com a «altres inactius».

### Ingressos
El 2009 a Sainte-Radegonde hi havia 867 unitats fiscals que integraven 2.025,5 persones, la mediana anual d'ingressos fiscals per persona era de 16.932 €.

### Activitats econòmiques
Dels 75 establiments que hi havia el 2007, 1 era d'una empresa alimentària, 7 d'empreses de fabricació d'altres productes industrials, 9 d'empreses de construcció, 18 d'empreses de comerç i reparació d'automòbils, 3 d'empreses de transport, 3 d'empreses d'hostatgeria i restauració, 4 d'empreses financeres, 6 d'empreses immobiliàries, 12 d'empreses de serveis, 2 d'entitats de l'administració pública i 10 d'empreses classificades com a «altres activitats de serveis».
Dels 15 establiments de servei als particulars que hi havia el 2009, 1 era una funerària, 1 taller de reparació d'automòbils i de material agrícola, 1 paleta, 1 guixaire pintor, 2 fusteries, 1 lampisteria, 1 electricista, 4 perruqueries, 1 restaurant, 1 agència immobiliària i 1 tintoreria.
Dels 6 establiments comercials que hi havia el 2009, 1 era un supermercat, 1 una botiga de menys de 120 m², 1 una fleca, 1 una carnisseria, 1 una botiga de mobles i 1 una floristeria.
L'any 2000 a Sainte-Radegonde hi havia 13 explotacions agrícoles que ocupaven un total de 558 hectàrees.

## Equipaments sanitaris i escolars
L'únic equipament sanitari que hi havia el 2009 era una farmàcia.
El 2009 hi havia una escola elemental.

## Poblacions més properes
El següent diagrama mostra les poblacions més properes.